# Блакитний карлик

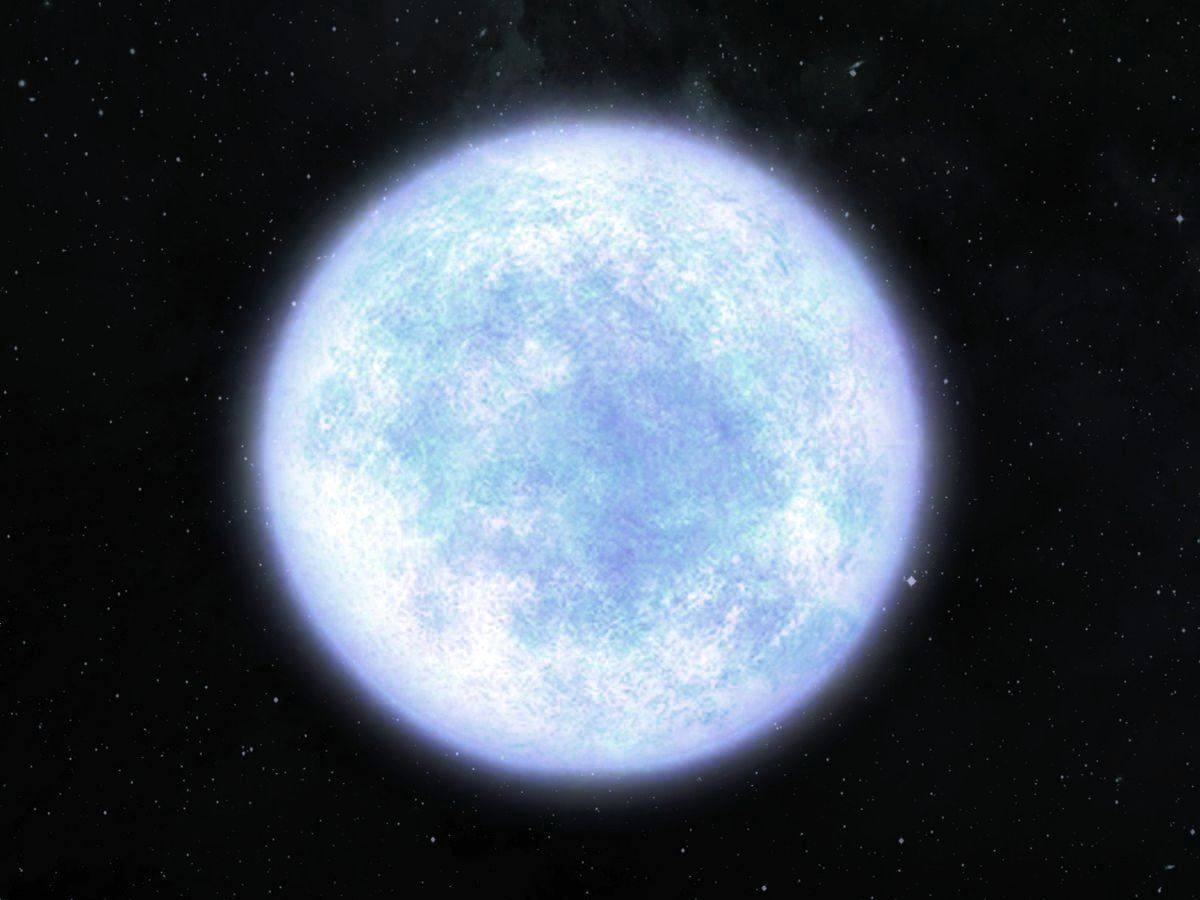
Блакитний карлик в уяві художника

Блакитний карлик (англ. Blue dwarf) — теоретичний клас зірок, що еволюціонує з червоних карликів, зірок масою менших за Сонце (менше 0,5 мас Сонця і до мінімального порогу маси зірок). Оскільки червоні карлики спалюють водень повільно та є повністю конвективними (що дозволяє їм використовувати більший відсоток водневого палива, ніж масивніші зірки), у наш час жоден з червоних карликів ще не встиг перетворитися на блакитного карлика. Існування цього класу зірок виходить з теоретичної моделі.
Блакитні карлики від червоних карликів відрізняються вищою температурою поверхні. Через невелику масу, червоні карлики не можуть стати червоними гігантами (для цього потрібне горіння гелію, для якого необхідна висока температура у надрах зірки, яку червоні карлики не можуть розвинути), унаслідок чого замість збільшення розмірів при вигоранні водню збільшується температура її поверхні.
Передбачається, що після витрачення всього водню блакитні карлики стають білими карликами.